# August Carl Haun

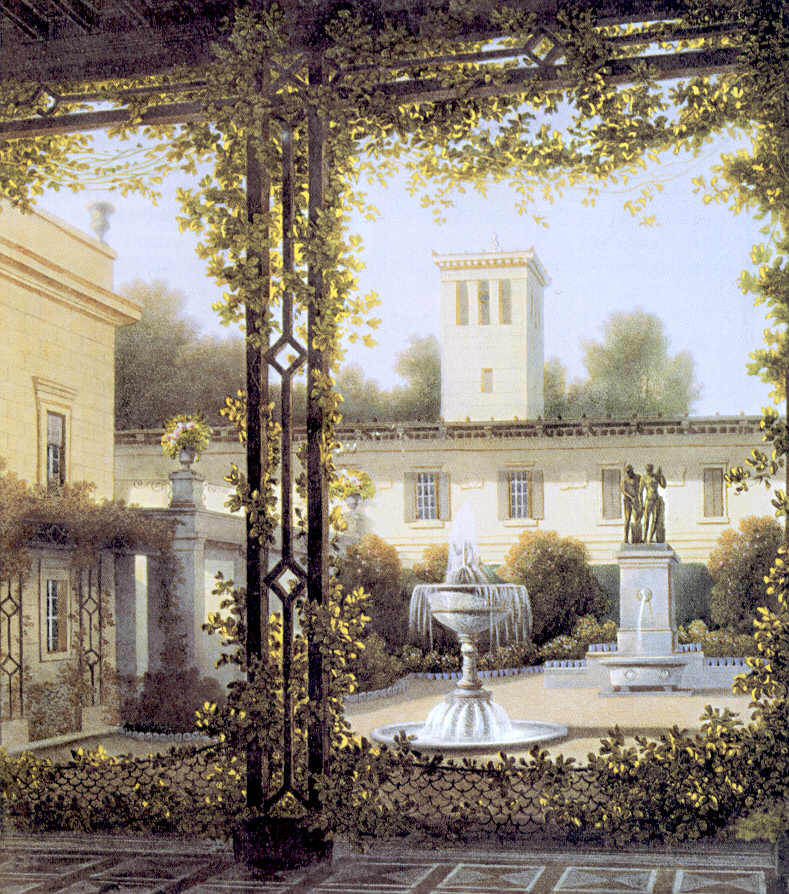
Gartenhof in Schloss Glienicke

August Carl Haun (* 10. August 1815 in Kremsier oder Berlin; † 1894 in Berlin) war ein deutscher Maler, Radierer und Lithograf.

## Leben und Wirken
August Haun studierte an der Königlich Preußischen Akademie der Künste in Berlin bei Karl Blechen und August Wilhelm Schirmer. 
Um 1848 unternahm er Studienreisen durch Deutschland, besuchte auch Österreich und Norditalien.
Seit 1847 illustrierte er Bücher und gab lithografische Alben mit Städteansichten und Landschaften heraus.

## Werke (Auswahl)
- Sommerabend auf einem norwegischen Binnensee, von Gude und Tidemand gemalt, und von A. Haun lithographirt. Farbiger Tondruck. Für den Verein der Kunstfreunde im Preussischen Staate 1854.
- Norwegische Fischer, von Gude und Tidemand gemalt, und von A. Haun lithographirt.
- mit František Kalivoda: Malerisch-historisches Album von Mähren und Schlesien. Olmütz 1857–1860.
- Malerische Ansichten der roemischen Baudenkmäler zu Pola in Istrien nach Naturstudien von Julius Weyde, auf Stein gezeichnet von August Haun. [1859].
- Karl Müller: Die jungen Boers im Binnenlande des Kaps der guten Hoffnung. Ein Zonengemälde aus Süd-Afrika zu Lust und Lehre für die reifere Jugend gebildeter Stände. Mit 6 Bildern in lithographischem Farbendruck, gezeichnet von A. Haun in Berlin. Breslau 1862.
- Julia Engell-Günther: Weihnachtsabende in Brasilien. Deutsch-brasilianisches Leben und Treiben. Für die reifere deutsche Jugend. Mit 4Tafeln von August Haun. Berlin 1862.
- Lithographien in Friedrich Adolf Strauß: Sinai und Golgatha. Reisen in das Morgenland. 8. verb. u. verm. Auflage. Allgemeine Deutsche Verlags-Anstalt, Berlin 1865.